# Ray Cale
Pour les articles homonymes, voir Cale.
Pas d'image ? Cliquez ici

a Compétitions nationales et continentales officielles uniquement.

b Matchs officiels uniquement.
William Raymond Cale, plus simplement connu comme Ray Cale, né le 18 juillet 1922 à Usk et mort le 23 mai 2006 en Espagne,, est un joueur de rugby à XV et rugby à XIII gallois, évoluant au poste de troisième ligne aile pour le pays de Galles.

## Carrière

### En rugby à XV
Il dispute son premier test match le 15 janvier 1949 contre l'équipe d'Angleterre, et son dernier test match contre l'équipe de France le 29 mars 1950. Il joue sept matchs en équipe nationale et fait partie de l'équipe qui réalise le grand chelem en 1950. Il joue successivement pour les clubs d'Ebbw Vale RFC, de Newbridge RFC et de Pontypool RFC.

### En rugby à XIII
Ray Cale change de code en 1950 et il rejoint St Helens RLFC. En 1953, il participe activement à la victoire dans le championnat anglais. Il dispute 122 matchs pour St Helens et 4 rencontres pour le pays de Galles. Ray Cale arrête sa carrière de rugby à XIII à la fin de la saison 1953-54.

## Palmarès
- Grand Chelem dans le Tournoi des Cinq Nations en 1950

## Statistiques

### En équipe du pays de Galles de rugby à XV
- 7 sélections
- 3 points (1 essai)
- Sélections par année : 3 en 1949, 4 en 1950
- Participation à deux Tournois des Cinq Nations en 1949 et 1950

### En équipe du pays de Galles de rugby à XIII
- 4 sélections